# Jean-Hugues Ateba
Pour les articles homonymes, voir Ateba.
Jean-Hugues Ateba Bilayi est un footballeur international camerounais né le 1er avril 1981 à Yaoundé. Il jouait au poste de défenseur latéral gauche.

## Biographie
Formé à Nantes, qu'il rejoint dès 1997 en provenance du Cameroun, après avoir porté successivement les couleurs de Nassara et des Brasseries du Cameroun, Jean-Huges Ateba rejoint l'effectif professionnel nantais en 2001. Il fait ses débuts en championnat le 18 décembre 2001 lors d'un déplacement à Lens (défaite 3-0). À l'issue de sa première saison, il a joué quatre rencontres de Division 1, dont deux en tant que titulaire. Il joue davantage lors de sa seconde saison sur les bords de la Loire (quatorze matchs en tout). Le 22 novembre 2002 il reçoit son premier carton rouge lors d'un déplacement Parc des Princes (victoire nantaise 0-1). En 2003-2004, il continue de jouer les utilités et supplée Sylvain Armand l'habituel titulaire du poste d'arrière-gauche.
Arrivé en fin de contrat en juin 2004, il s'engage pour trois ans en faveur du Paris Saint-Germain. Il rejoint la capitale juste après Sylvain Armand dont il continue d'être la doublure après l'avoir été à Nantes. Il joue son premier match le 31 juillet 2004 lors du Trophée des champions (défaite aux tirs au but contre Lyon). Le 14 septembre 2004, il fait ses débuts en Ligue des champions contre Chelsea en remplaçant Jérôme Rothen (défaite 0-3).
Peu en grâce aux yeux de Vahid Halilhodžić puis de Laurent Fournier, Jean-Hugues Ateba évolue très souvent avec l'équipe réserve parisienne. Par la suite Guy Lacombe ne compte pas sur lui non plus. En deux saisons à Paris, il dispute seulement treize matchs avec l'équipe première, toutes compétitions confondues. 
Le 31 août 2006, Ateba rejoint La Berrichonne de Châteauroux, club de Ligue 2, pour un contrat de trois ans. Il y joue régulièrement en tant que titulaire.
En 2009, le joueur s'engage en faveur du club grec de l'Atromitos FC.
En février 2015, il signe à l'Athletic Club de Boulogne-Billancourt (CFA 2) en compagnie de Bruno Cheyrou. Deux mois après sa signature, il débute sous ses nouvelles couleurs face à Poissy.

## Statistiques
| Saison                | Club                  | Championnat           | Championnat | Championnat | Coupe nationale | Coupe nationale | Coupe de la Ligue | Coupe de la Ligue | Supercoupe | Supercoupe | Compétition(s) continentale(s) | Compétition(s) continentale(s) | Compétition(s) continentale(s) | Cameroun | Cameroun | Total | Total |
| Saison                | Club                  | Division              | M.          | B.          | M.              | B.              | M.                | B.                | M.         | B.         | Comp.                          | M.                             | B.                             | M.       | B.       | M.    | B.    |
| 2001-2002             | FC Nantes             | Division 1            | 4           | 0           | 1               | 0               | 2                 | 0                 | -          | -          | C1                             | 4                              | 0                              | -        | -        | 11    | 0     |
| 2002-2003             | FC Nantes             | Ligue 1               | 12          | 0           | 1               | 0               | 1                 | 0                 | -          | -          | -                              | -                              | -                              | -        | -        | 14    | 0     |
| 2003-2004             | FC Nantes             | Ligue 1               | 9           | 0           | 3               | 0               | 2                 | 0                 | -          | -          | CI                             | 1                              | 0                              | -        | -        | 15    | 0     |
| Sous-total            | Sous-total            | Sous-total            | 25          | 1           | 5               | 0               | 5                 | 0                 | -          | -          | -                              | 5                              | 0                              | -        | -        | 40    | 1     |
| 2004-2005             | Paris SG              | Ligue 1               | 8           | 0           | -               | -               | 1                 | 0                 | 1          | 0          | C1                             | 1                              | 0                              | 1        | 0        | 12    | 0     |
| 2005-2006             | Paris SG              | Ligue 1               | 2           | 0           | -               | -               | -                 | -                 | -          | -          | -                              | -                              | -                              | 3        | 0        | 5     | 0     |
| Sous-total            | Sous-total            | Sous-total            | 10          | 0           | -               | -               | 1                 | 0                 | 1          | 0          | -                              | 1                              | 0                              | 4        | 0        | 17    | 0     |
| 2006-2007             | LB Châteauroux        | Ligue 2               | 15          | 0           | -               | -               | -                 | -                 | -          | -          | -                              | -                              | -                              | 4        | 0        | 19    | 0     |
| 2007-2008             | LB Châteauroux        | Ligue 2               | 24          | 0           | 2               | 0               | 1                 | 0                 | -          | -          | -                              | -                              | -                              | 2        | 0        | 29    | 0     |
| 2007-2008             | LB Châteauroux        | Ligue 2               | 20          | 0           | 3               | 0               | 3                 | 0                 | -          | -          | -                              | -                              | -                              | -        | -        | 26    | 0     |
| Sous-total            | Sous-total            | Sous-total            | 59          | 0           | 5               | 0               | 4                 | 0                 | -          | -          | -                              | -                              | -                              | 6        | 0        | 74    | 0     |
| Total sur la carrière | Total sur la carrière | Total sur la carrière | 94          | 0           | 10              | 0               | 10                | 0                 | 1          | 0          | -                              | 1                              | 0                              | 11       | 0        | 127   | 0     |

## Palmarès
- Onze sélections en équipe du Cameroun entre 2004 et 2007
- Finaliste du Trophée des champions 2004 avec le PSG